# Tysk-österrikiska backhopparveckan 1971/1972
Under Tysk-österrikiska backhopparveckan 1971/1972 hoppade man i Innsbruck den 29 december, den 1 januari hoppade man i Garmisch-Partenkirchen och den 2 januari hoppade man i Oberstdorf. Deltävlingen i Bischofshofen genomfördes slutligen den 6 januari.

## Innsbruck
- Datum: 29 december 1971
- Land:  Österrike
- Backe: Bergiselschanze

| Placering | Hoppare           | Land          | Poäng |
| --------- | ----------------- | ------------- | ----- |
| 01        | Yukio Kasaya      | Japan         | 245,2 |
| 02        | Rainer Schmidt    | Östtyskland   | 235,5 |
| 03        | Tauno Käyhkö      | Finland       | 229,9 |
| 04        | Henry Glass       | Östtyskland   | 225,4 |
| 05        | Jurij Kalinin     | Sovjetunionen | 224,6 |
| 06        | Heinz Wosipiwo    | Östtyskland   | 223,7 |
| 07        | Takashi Fujisawa  | Japan         | 222,7 |
| 08        | Garij Napalkov    | Sovjetunionen | 222,4 |
| 09        | Heinz Schmidt     | Östtyskland   | 222,0 |
| 09        | Anatolij Zeglanov | Sovjetunionen | 220,0 |

## Partenkirchen
- Datum: 1 januari 1972
- Land:  Västtyskland
- Backe: Große Olympiaschanze

| Placering | Hoppare           | Land          | Poäng |
| --------- | ----------------- | ------------- | ----- |
| 01        | Yukio Kasaya      | Japan         | 242,9 |
| 02        | Tauno Käyhkö      | Finland       | 229,2 |
| 03        | Ingolf Mork       | Norge         | 227,5 |
| 04        | Heinz Wosipiwo    | Östtyskland   | 222,5 |
| 04        | Takashi Fujisawa  | Japan         | 222,5 |
| 06        | Seiji Aochi       | Japan         | 222,2 |
| 07        | Hiroshi Itakagi   | Japan         | 221,4 |
| 08        | Bjørn Wirkola     | Norge         | 218,6 |
| 08        | Henry Glass       | Östtyskland   | 218,6 |
| 010       | Anatolij Zeglanov | Sovjetunionen | 218,3 |

## Oberstdorf
- Datum: 2 januari 1972
- Land:  Västtyskland
- Backe: Schattenbergschanze

| Placering | Hoppare               | Land          | Poäng |
| --------- | --------------------- | ------------- | ----- |
| 01        | Yukio Kasaya          | Japan         | 247,9 |
| 02        | Ingolf Mork           | Norge         | 246,5 |
| 03        | Hans Schmid           | Schweiz       | 235,4 |
| 04        | Jurij Kalinin         | Sovjetunionen | 233,6 |
| 05        | Esko Rautionaho       | Finland       | 232,0 |
| 06        | Hiroshi Itakagi       | Japan         | 231,3 |
| 07        | Rainer Schmidt        | Östtyskland   | 229,7 |
| 08        | Garij Napalkov        | Sovjetunionen | 228,3 |
| 09        | Günther Göllner       | Västtyskland  | 226,8 |
| 010       | Hans-Georg Aschenbach | Östtyskland   | 226,5 |

De japanska backhopparna åkte hem efter tävlingen i Oberstdorf för att träna inför olympiska spelen på hemmaplan i Sapporo.

## Bischofshofen
- Datum: 6 januari 1972
- Land:  Österrike
- Backe: Paul-Ausserleitner-Schanze

| Placering | Hoppare               | Land            | Poäng |
| --------- | --------------------- | --------------- | ----- |
| 01        | Bjørn Wirkola         | Norge           | 233,6 |
| 02        | Jiří Raška            | Tjeckoslovakien | 233,0 |
| 03        | Zbyněk Hubač          | Tjeckoslovakien | 229,5 |
| 04        | Ingolf Mork           | Norge           | 229,0 |
| 05        | Reinhold Bachler      | Österrike       | 228,8 |
| 06        | Hans-Georg Aschenbach | Östtyskland     | 226,1 |
| 07        | Walter Steiner        | Schweiz         | 225,7 |
| 07        | Koba Zakadse          | Sovjetunionen   | 225,7 |
| 09        | Henry Glass           | Östtyskland     | 225,0 |
| 010       | Rudolf Höhnl          | Tjeckoslovakien | 224,9 |

## Slutställning
| Placering | Hoppare               | Land            | Poäng |
| --------- | --------------------- | --------------- | ----- |
| 01        | Ingolf Mork           | Norge           | 914,6 |
| 02        | Henry Glass           | Östtyskland     | 893,6 |
| 03        | Tauno Käyhkö          | Finland         | 892,3 |
| 04        | Heinz Wosipiwo        | Östtyskland     | 888,8 |
| 05        | Jurij Kalinin         | Sovjetunionen   | 886,4 |
| 06        | Jiří Raška            | Tjeckoslovakien | 877,0 |
| 07        | Hans-Georg Aschenbach | Östtyskland     | 872,0 |
| 07        | Koba Zakadse          | Sovjetunionen   | 872,0 |
| 09        | Garij Napalkov        | Sovjetunionen   | 869,8 |
| 010       | Bjørn Wirkola         | Norge           | 869,3 |